# السبيعة
اسبيعة أو السبيعة هي بلدة تقع جنوب العاصمة طرابلس وتعتبر بوابة العاصمة الجنوبية يحدها من الشمال قصر بن غشير ومن الجنوب منطقة الهيره و غريان ومن الشرق سوق الخميس إمسيحل ومن الغرب منطقة العزيزيه وتبعد عن العاصمة طرابلس حوالي 40 كيلومتر وتعتبر من الحدود الثلاثية للعاصمة تاجوراء وجنزور كانت في السابق تتبع شعبية تاجوراء والنواحي الأربعة إلى أن تم إلغاؤها عام 2007 وتم ضمها إلى طرابلس.
ويقع بها نادي شهداء أبي عرقوب و هو من أفضل النوادي الدرجة الثانية في طرابلس ومن أبرز المساهمين في تطور مستوى هذا النادي هم أهل المنطقة.